# فلوئورید رودیم (VI)
فلوئورید رودیم(VI) (به انگلیسی: Rhodium(VI) fluoride) با فرمول شیمیایی RhF۶ یک ترکیب شیمیایی است. که جرم مولی آن ۲۱۶٫۸۹۶ g/mol می‌باشد. شکل ظاهری این ترکیب، قرمز تیرهٔ جامد است.